# Sälsö (Sottunga, Åland)
Sälsö är en ö i Åland (Finland). Det ligger i Skärgårdshavet och i kommunen Sottunga i den ekonomiska regionen  Sottunga i landskapet Åland, i den sydvästra delen av landet. Ön ligger omkring 44 kilometer öster om Mariehamn och omkring 230 kilometer väster om Helsingfors.
Öns area är 37,4 hektar och dess största längd är 1 kilometer i sydöst-nordvästlig riktning. Ön höjer sig omkring 20 meter över havsytan.